# Uganda az 1988. évi nyári olimpiai játékokon
Uganda a dél-koreai Szöulban megrendezett 1988. évi nyári olimpiai játékok egyik részt vevő nemzete volt. Az országot az olimpián 3 sportágban 25 sportoló képviselte, akik érmet nem szereztek.

## Atlétika
Férfi
| Versenyző                                         | Versenyszám     | Előfutam | Előfutam | Előfutam | Negyeddöntő | Negyeddöntő | Negyeddöntő | Elődöntő | Elődöntő | Elődöntő | Döntő   | Döntő    |
| Versenyző                                         | Versenyszám     | Idő      | Hely.    | Össz.    | Idő         | Hely.       | Össz.       | Idő      | Hely.    | Össz.    | Idő     | Helyezés |
| ------------------------------------------------- | --------------- | -------- | -------- | -------- | ----------- | ----------- | ----------- | -------- | -------- | -------- | ------- | -------- |
| Joseph Ssali                                      | 100 m           | 10,95    | 6.       | 80.      | kiesett     | kiesett     | kiesett     | kiesett  | kiesett  | kiesett  | kiesett | kiesett  |
| Sunday Olweny                                     | 200 m           | 21,79    | 5.       | 48.      | kiesett     | kiesett     | kiesett     | kiesett  | kiesett  | kiesett  | kiesett | kiesett  |
| John Goville                                      | 400 m           | 47,11    | 5.       | 38.      | kiesett     | kiesett     | kiesett     | kiesett  | kiesett  | kiesett  | kiesett | kiesett  |
| Benjamin Longiros                                 | Maraton         |          |          |          |             |             |             |          |          |          | 2:30:29 | 62.      |
| Vincent Ruguga                                    | Maraton         |          |          |          |             |             |             |          |          |          | 2:31:04 | 63.      |
| Fred Ogwang                                       | Maraton         |          |          |          |             |             |             |          |          |          | 2:59:35 | 92.      |
| Moses Musonge Joseph Ssali John Goville Mike Okot | 4 × 100 m váltó | 41,39    | 6.       | 23.      |             |             |             | kiesett  | kiesett  | kiesett  | kiesett | kiesett  |

| Versenyző   | Versenyszám   | Selejtező | Selejtező | Döntő    | Döntő    |
| Versenyző   | Versenyszám   | Eredmény  | Helyezés  | Eredmény | Helyezés |
| ----------- | ------------- | --------- | --------- | -------- | -------- |
| Justin Arop | Gerelyhajítás | 69,10 m   | 33.       | kiesett  | kiesett  |

Női
| Versenyző                                              | Versenyszám     | Előfutam   | Előfutam   | Előfutam   | Negyeddöntő | Negyeddöntő | Negyeddöntő | Elődöntő | Elődöntő | Elődöntő | Döntő   | Döntő    |
| Versenyző                                              | Versenyszám     | Idő        | Hely.      | Össz.      | Idő         | Hely.       | Össz.       | Idő      | Hely.    | Össz.    | Idő     | Helyezés |
| ------------------------------------------------------ | --------------- | ---------- | ---------- | ---------- | ----------- | ----------- | ----------- | -------- | -------- | -------- | ------- | -------- |
| Farida Kyakutewa                                       | 100 m           | 12,32      | 8.         | 58.        | kiesett     | kiesett     | kiesett     | kiesett  | kiesett  | kiesett  | kiesett | kiesett  |
| Farida Kyakutewa                                       | 400 m           | 56,00      | 5.         | 38.        | kiesett     | kiesett     | kiesett     | kiesett  | kiesett  | kiesett  | kiesett | kiesett  |
| Oliver Acii                                            | 200 m           | 24,39      | 6.         | 39.        | kiesett     | kiesett     | kiesett     | kiesett  | kiesett  | kiesett  | kiesett | kiesett  |
| Ruth Kyalisima                                         | 400 m gát       | 59,62      | 6.         | 32.        |             |             |             | kiesett  | kiesett  | kiesett  | kiesett | kiesett  |
| Oliver Acii Grace Buzu Farida Kyakutewa Ruth Kyalisima | 4 × 100 m váltó | 46,55      | 6.         | 19.        |             |             |             | kiesett  | kiesett  | kiesett  | kiesett | kiesett  |
| Jane Ajilo Grace Buzu Farida Kyakutewa Ruth Kyalisima  | 4 × 400 m váltó | nem indult | nem indult | nem indult |             |             |             |          |          |          | kiesett | kiesett  |

## Ökölvívás
| Versenyző         | Versenyszám   | Selejtező                           | 32-es főtábla                          | Nyolcaddöntő              | Negyeddöntő             | Elődöntő          | Döntő             | Helyezés |
| Versenyző         | Versenyszám   | Ellenfél Eredmény                   | Ellenfél Eredmény                      | Ellenfél Eredmény         | Ellenfél Eredmény       | Ellenfél Eredmény | Ellenfél Eredmény | Helyezés |
| ----------------- | ------------- | ----------------------------------- | -------------------------------------- | ------------------------- | ----------------------- | ----------------- | ----------------- | -------- |
| Fred Muteweta     | Papírsúly     | erőnyerő                            | Wayne McCullough (IRL) · 0:5           | kiesett                   | kiesett                 | kiesett           | kiesett           | 17.      |
| Emmanuel Nsubuga  | Légsúly       | erőnyerő                            | Mohamed Mahfood Sayed (YMD) · KO       | Benaissa Abed (ALG) · 2:3 | kiesett                 | kiesett           | kiesett           | 9.       |
| Edward Obewa      | Harmatsúly    | Vedat Tutuk (TUR) · 2:3             | kiesett                                | kiesett                   | kiesett                 | kiesett           | kiesett           | 33.      |
| Charles Lubulwa   | Könnyűsúly    | Blessing Onoko (NGR) · RSC          | kiesett                                | kiesett                   | kiesett                 | kiesett           | kiesett           | 33.      |
| Dan Odindo        | Kisváltósúly  | Desire Ollo (GAB) · mérkőzés nélkül | Sodnomdarjaagiin Altansükh (MGL) · RSC | kiesett                   | kiesett                 | kiesett           | kiesett           | 17.      |
| Kasmiro Omona     | Váltósúly     | Alexander Künzler (FRG) · 0:5       | kiesett                                | kiesett                   | kiesett                 | kiesett           | kiesett           | 33.      |
| John Boscoe Waigo | Nagyváltósúly | erőnyerő                            | Sounaila Sagnon (BUR) · RSC            | kiesett                   | kiesett                 | kiesett           | kiesett           | 17.      |
| Franco Wanyama    | Középsúly     | erőnyerő                            | Omar Dabaj (JOR) · 5:0                 | Kieran Joyce (IRL) · 3:2  | Chris Sande (KEN) · 0:5 | kiesett           | kiesett           | 5.       |
| Patrick Lihanda   | Félnehézsúly  |                                     | Nurmagomed Sanavazov (URS) · 2:3       | kiesett                   | kiesett                 | kiesett           | kiesett           | 17.      |

RSC – a mérkőzésvezető megállította a mérkőzést

## Súlyemelés
| Versenyző            | Versenyszám | Szakítás | Szakítás | Lökés    | Lökés    | Összesen | Helyezés |
| Versenyző            | Versenyszám | Eredmény | Helyezés | Eredmény | Helyezés | Összesen | Helyezés |
| -------------------- | ----------- | -------- | -------- | -------- | -------- | -------- | -------- |
| Joseph Kaddu Kutfesa | 67,5 kg     | 90,0     | 22.      | 125,0    | 19.      | 215,0    | 21.      |
| Ali Kavuma           | 90 kg       | 100,0    | 25.      | 132,5    | 24.      | 232,5    | 24.      |